# Thomas Kaminski
Thomas Kaminski (* 23. Oktober 1992 in Dendermonde) ist ein belgischer Fußballspieler, der auf der Position des Torwartes spielt. Er steht aktuell bei Luton Town unter Vertrag.

## Karriere

### Im Verein

#### Jugend (2000 bis 2008)
Er begann seine aktive Karriere als Fußballtorhüter im Jahre 2000 in der Nachwuchsabteilung von Zellik Sport in Zellik, einem kleinen Vorort der belgischen Gemeinde Asse. Dort war er bis 2002 in den verschiedenen Nachwuchsabteilungen aktiv. Als Zellik Sport im Jahre 2002 mit dem KSV Asse fusionierte und mit dem neuen Namen FC Asse-Zellik 2002 auftrat, hielt Kaminski dem Verein die Treue und absolvierte bis zum Jahre 2004 Spiele in den verschiedenen Jugendspielklassen. Im Jahre 2004 wechselte er in die Region Wallonien, in der er im Nachwuchs des AFC Tubize aufgenommen wurde. Nach einem knappen Jahr in Tubize wechselte er nach Ostflandern in die Jugendabteilung des KAA Gent. Dort spielte er unter anderem neben seinem Zwillingsbruder Matthias, der als zentraler Verteidiger in den Nachwuchsteams agierte.

#### Germinal Beerschot (2008 bis 2011)
Nach guten Leistungen in der Jugend wechselte er nach drei Jahren im Jahre 2008 nach Antwerpen zum dort aktiven Fußballklub Germinal Beerschot. Dort stand er zunächst im Kader der Jugendmannschaft des Vereins und kam für diese in verschiedenen Spielklassen zum Einsatz. Nachdem er zur Saison 2008/09 erstmals in den Profikader beordert worden war, kam Kaminski am 8. Mai 2009 – exakt ein Jahr nach dem Tod des Stürmertalents und ehemaligen Germinal-Beerschot-Spielers François Sterchele – im Alter von 16 Jahren und 197 Tagen zu seinem Profidebüt, als er in der vorletzten Runde der Saison beim 3:1-Heimsieg über den KV Mechelen eingewechselt wurde. Im Spiel kam er ab der 90. Minute für die Anderlecht-Leihgabe Silvio Proto zum Einsatz. Acht Tage später gab Kaminski sein Debüt über die vollen 90 Minuten Spieldauer. Beim Auswärtsspiel gegen seinen ehemaligen Jugendverein AFC Tubize brachte er gute Leistungen und musste nur einmal hinter sich greifen, als der Gegner einen Elfmeter verwandelte. Im November 2009 unterschrieb Kaminski einen langjährigen Vertrag bis 2015. Danach war er zunächst weiterhin hinter dem mazedonischen Nationalspieler Tomislav Pačovski die zweite Wahl im Tor von Germinal Beershot. Doch zum Ende der Saison 2009/10 wurde er in vier Partien der Play-offs eingesetzt und schaffte damit den Durchbruch. In der Saison 2010/11 war Kaminski Stammtorhüter von Beerschot und konnte trotz 46 Gegentreffern mit dem Verein die Klasse halten.

#### Löwen und Anderlecht (2011 bis 2014)
Zur Saison 2011/12 schloss Kaminski sich den Oud-Heverlee Löwen an. Dort löste er relativ schnell Yves Lenaerts als Stammtorwart ab und bestritt in der Folge 25 Ligaspiele. Dabei stieg er in der regulären Saison mit der Mannschaft fast und erreichte dennoch die Europa-League-Playoffs. Diese schloss er mit den Oud-Heverlee Löwen als Tabellenzweiter hinter Cercle Brügge ab und verpasste somit die Qualifikation nur knapp. In der Sommerpause wechselte er zum amtierenden Meister, dem RSC Anderlecht.

#### Zypern – Dänemark – Rückkehr nach Belgien (2014 bis 2020)
Für die Saison 2014/15 wurde Kaminski nach Zypern an Anorthosis Famagusta ausgeliehen und wurde dort zum „Torhüter der Saison“ gewählt. Anorthosis beendete die Saison als Tabellenfünfter.
Im Sommer 2015 wurde er erneut für ein Jahr verliehen, diesmal nach Dänemark an den FC Kopenhagen.
2016 verpflichtete ihn dann der KV Kortrijk und in der Winterpause 2018/19 wechselte er zurück zu seinem Jugendverein KAA Gent. Die Ablösesumme belief sich auf 1,5 Millionen Euro. Während seiner Zeit in Gent stand Kaminski lediglich bei einem Pokalspiel gegen einen Amateurverein und bei den beiden letzten Ligaspielen vor seinem Wechsel nicht im Tor.

#### Zeit in England (seit 2020)
Nachdem im Mai 2020 der Wechsel von Davy Roef vom RSC Anderlecht zum KAA Gent vereinbart wurden war, entschloss Kaminski sich, den Verein zu verlassen und wechselte Ende August 2020 zum englischen Zweitligisten Blackburn Rovers. Er unterschrieb dort einen Vertrag bis zum Sommer 2022 mit der Option der Verlängerung um ein Jahr. Er ist der erste Belgier, der für Blackburn spielt. In der Saison 2020/21 bestritt er 43 von 46 möglichen Ligaspiele für Blackburn sowie ein Ligapokalspiel. Lediglich bei drei Spielen fiel er wegen einer Leistenzerrung aus. 
Im Sommer 2023 wechselte er zu Aufsteiger Luton Town in die Premier League.

### Nationalmannschaft
Kaminski ist Sohn eines polnischen Vaters und einer belgischen Mutter und wäre daher auch für den polnischen Fußballverband spielberechtigt gewesen.
Zu seinem ersten internationalen Auftritt kam Kaminski am 20. September 2008 bei einem U-17-Länderspiel gegen die Altersgenossen aus Liechtenstein. Das Auswärtsspiel in Vaduz, das anlässlich der Qualifikation zur U-17-EM 2009 ausgetragen wurde, endete dabei in einem 5:2-Sieg der Belgier. Insgesamt absolvierte er bis 2009 vier Länderspiele für die belgischen U-17-Junioren. Von 2009 bis 2011 stand der junge Torwart regelmäßig im Kader der belgischen U-19-Nationalmannschaft. Für diese absolvierte er zwölf Länderspiele, davon unter anderem in der Qualifikation zur U-19-EM 2010 in Frankreich. Diese verpasste er, konnte sich aber für die U-19-EM 2011 in Rumänien qualifizieren. Während des Turniers bestritt er alle drei Gruppenspiele der Belgier und schied schließlich als Tabellenletzter aus. Wenig später gab er dann gegen Griechenland sein Debüt in der U-21-Nationalmannschaft und verlor dieses 1:0 durch ein Elfmetertor von Ioannis Potouridis. Im Mai 2013 wurde er für das Qualifikationsspiel der WM 2014 gegen die USA berufen, allerdings nicht eingesetzt. Weitere Berufungen ohne Einsatz in den Kader der A-Nationalmannschaften folgen bei zwei Freundschaftsspielen in 2014 sowie vermehrt ab 2020. Erstmals für die A-Nationalmannschaft spielte er 23. März 2024, als er beim Freundschaftsspiel gegen Irland für Matz Sels eingewechselt wurde. 

## Erfolge
- Belgischer Meister: 2013, 2014
- Dänischer Meister: 2016
- Dänischer Pokalsieger: 2016